# Красное и чёрное (фильм, 1997)
«Красное и чёрное» (фр. Le rouge et le noir) — телефильм режиссёра Жана-Даниэля Верхака. Фильм снят по одноимённому роману Стендаля. Премьера состоялась 22 декабря 1997 года.

## Сюжет
В центре событий — судьба молодого человека Жюльена Сореля, которому его привлекательность и обаяние проложили дорогу из провинциального захолустья в высший свет Франции.
«Красное» — карьера офицера, «чёрное» — священника. Оба эти пути были открыты перед ним благодаря покровительству женщин. Но в одночасье все изменилось: забытая любовь снова позвала его к себе…

## В ролях
- Ким Росси Стюарт — Жюльен Сорель
- Кароль Буке — Луиза де Реналь
- Жюдит Годреш — Матильда де Ла Моль
- Клод Риш — маркиз де Ламоль
- Бернар Верле — господин де Реналь
- Морис Гаррель — Шелан (священник)